# 10782 Гіттмаїр
10782 Гіттмаїр (10782 Hittmair) — астероїд головного поясу, відкритий 12 вересня 1991 року.
Тіссеранів параметр щодо Юпітера — 3,634.